# Borne-fontaine Bayard
Les bornes-fontaines Bayard sont des appareils de fontainerie fabriqués par l'entreprise Bayard. Ce sont des curiosités des lieux publics, en particulier lyonnais et grenoblois.
La société Bayard breveta le mécanisme de la fontaine à tourniquet en 1901 à Lyon.

## Présentation
Ces bornes-fontaines sont très répandues à Lyon. On en trouve dans des cimetières (comme celui de Loyasse), stades (comme le stade Henri-Cochet de Caluire-et-Cuire) et espaces verts (comme le parc de la Tête d'Or). Elles sont également courantes dans toute la vallée de Grenoble depuis le centre-ville jusqu'aux communes voisines. On peut également en trouver dans la ville de Paris (par exemple dans le jardin Frédéric-Dard à Montmartre).
Elles sont maintenues par la régie des eaux, généralement alimentées en été et déconnectées du réseau en hiver afin d'éviter les problèmes liés au gel.
Ces bornes-fontaines en fonte, en général vertes, sont de deux modèles :
- avec commande à volant horizontal ;
- avec commande à bouton rond à droite, près du sommet.

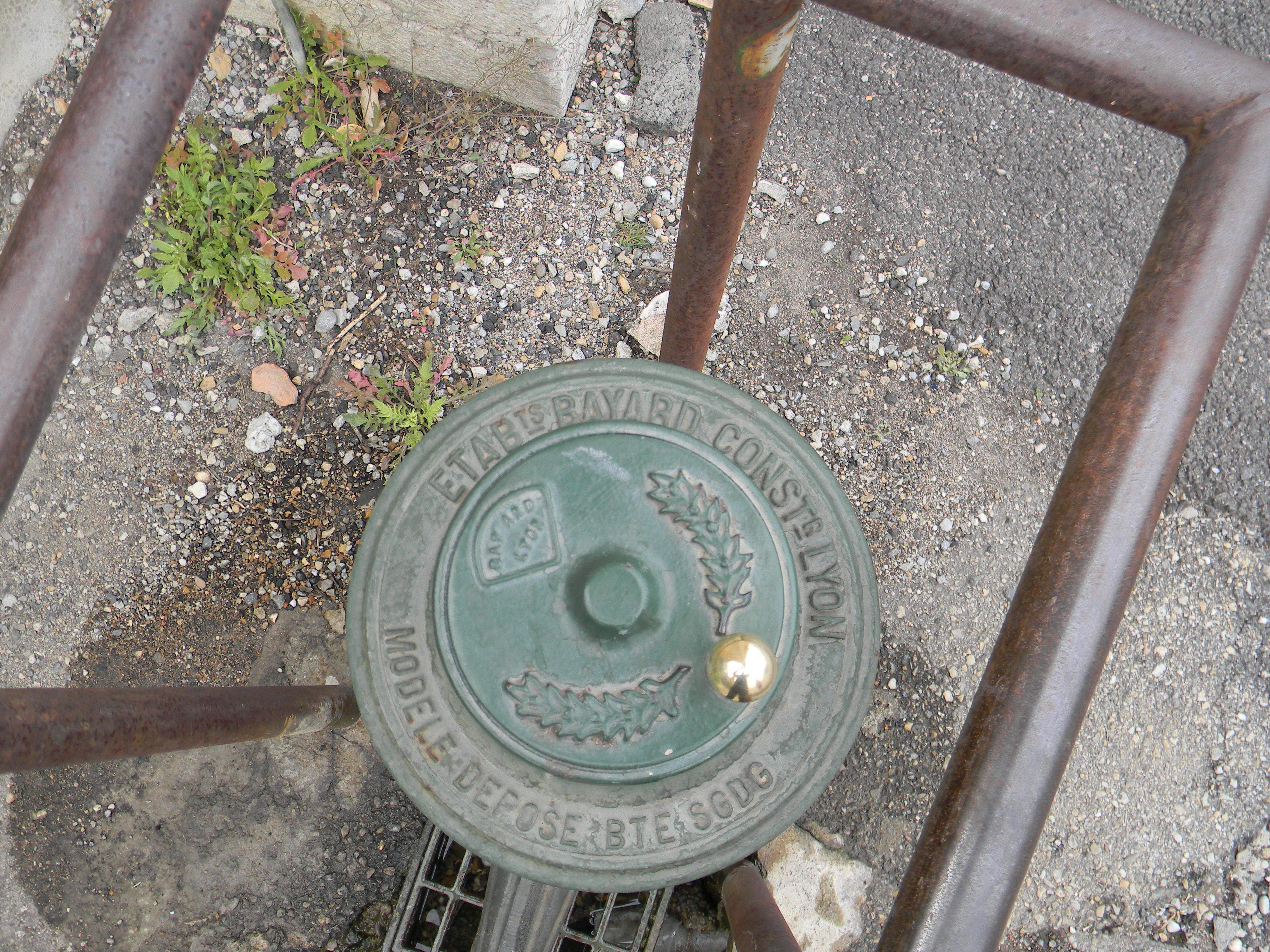
Vue du dessus d'une borne à volant.
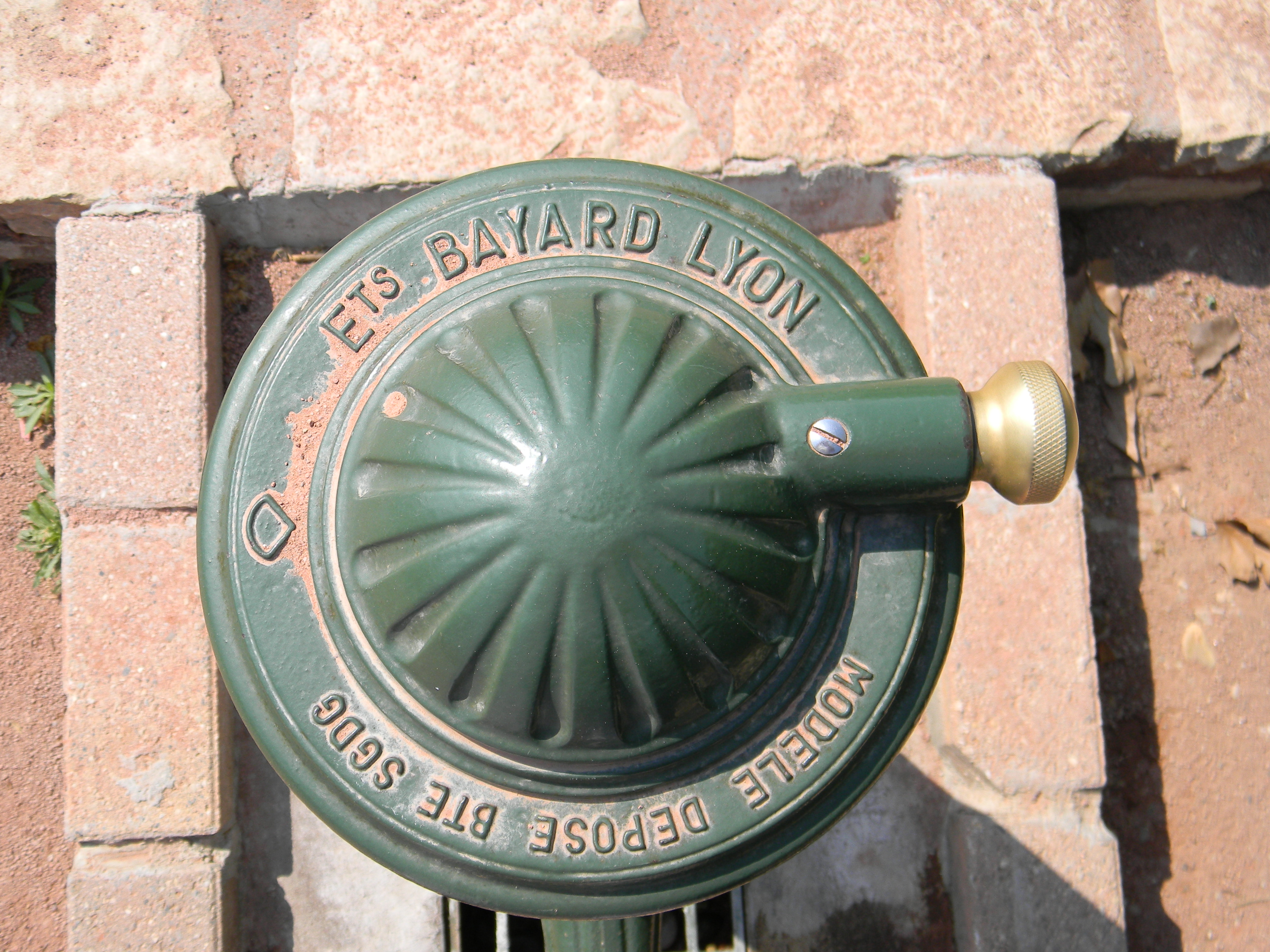
Vue du dessus d'une borne à bouton.

Les sigles « BTE » et « SGDG », visibles sur le dessus des bornes, signifient respectivement « Breveté » et « Sans garantie du gouvernement ».

## Mécanismes
Le mécanisme est constitué de deux masselottes entrainées par la force centrifuge du volant qui soulève le clapet du réseau d'eau potable. La pression de ces canalisations fait ainsi monter l'eau au robinet.
L'eau distribuée est universellement potable.[réf. nécessaire]

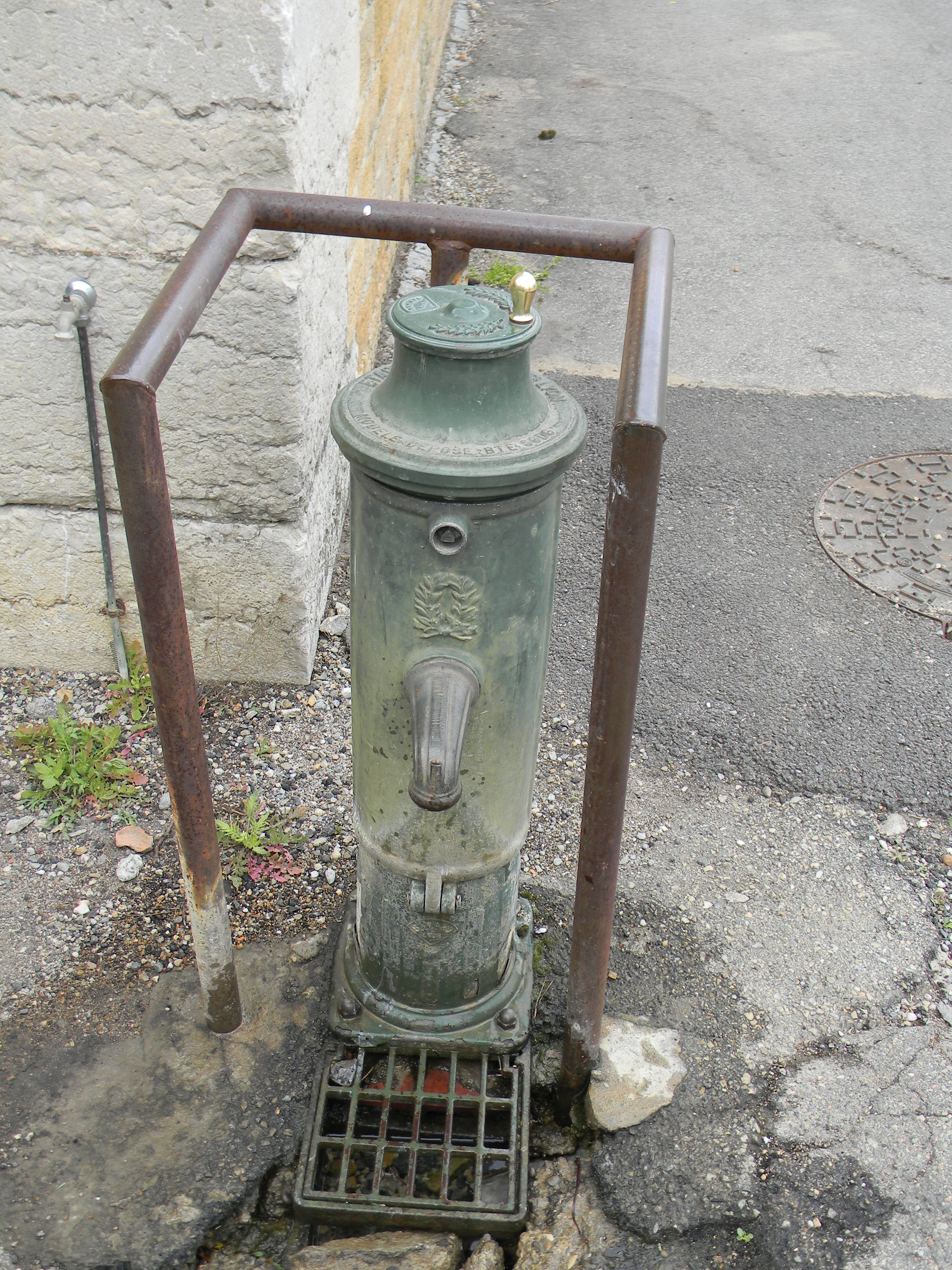
Borne-fontaine ancienne à volant.
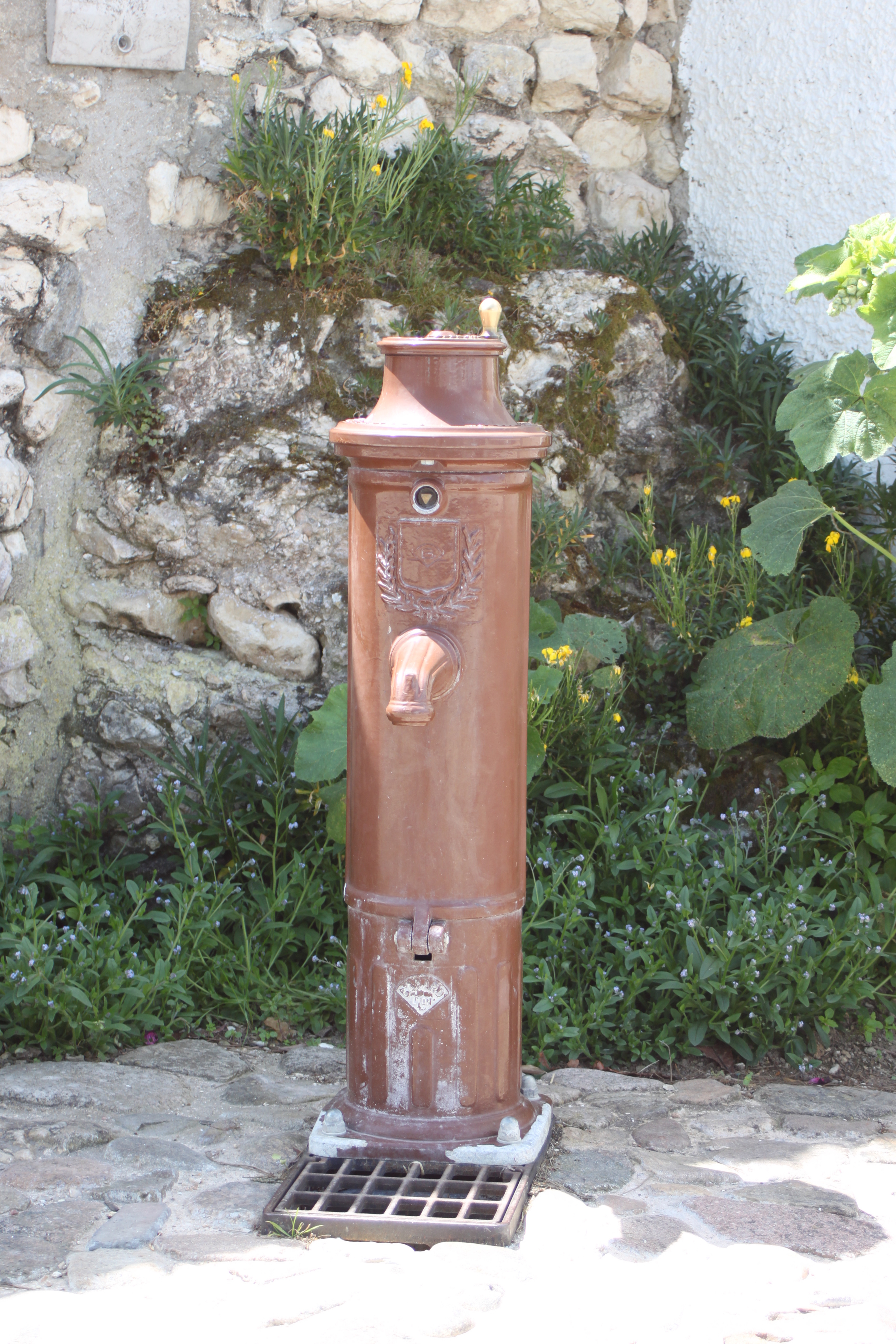
Borne à volant.
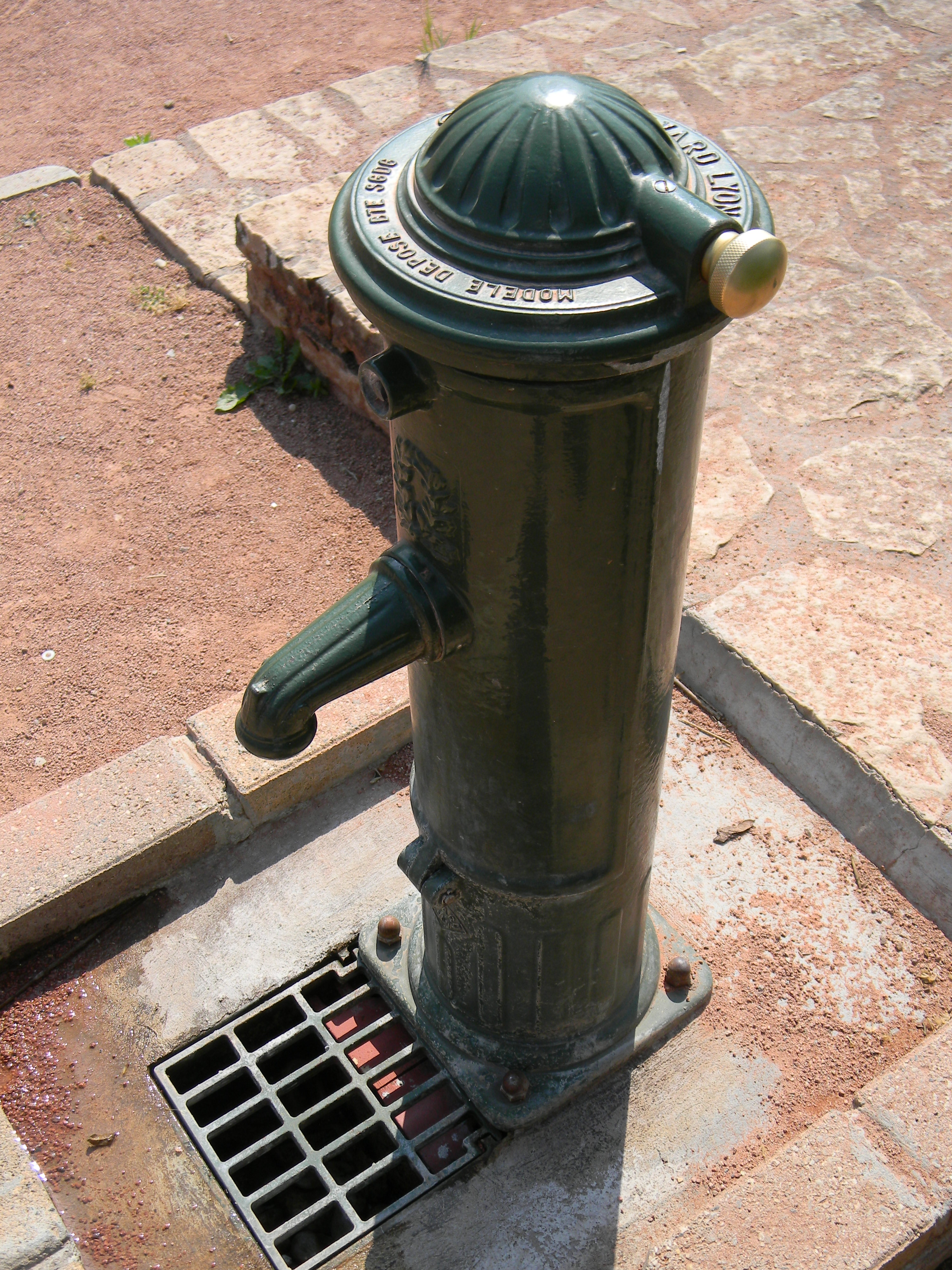
Borne à bouton.
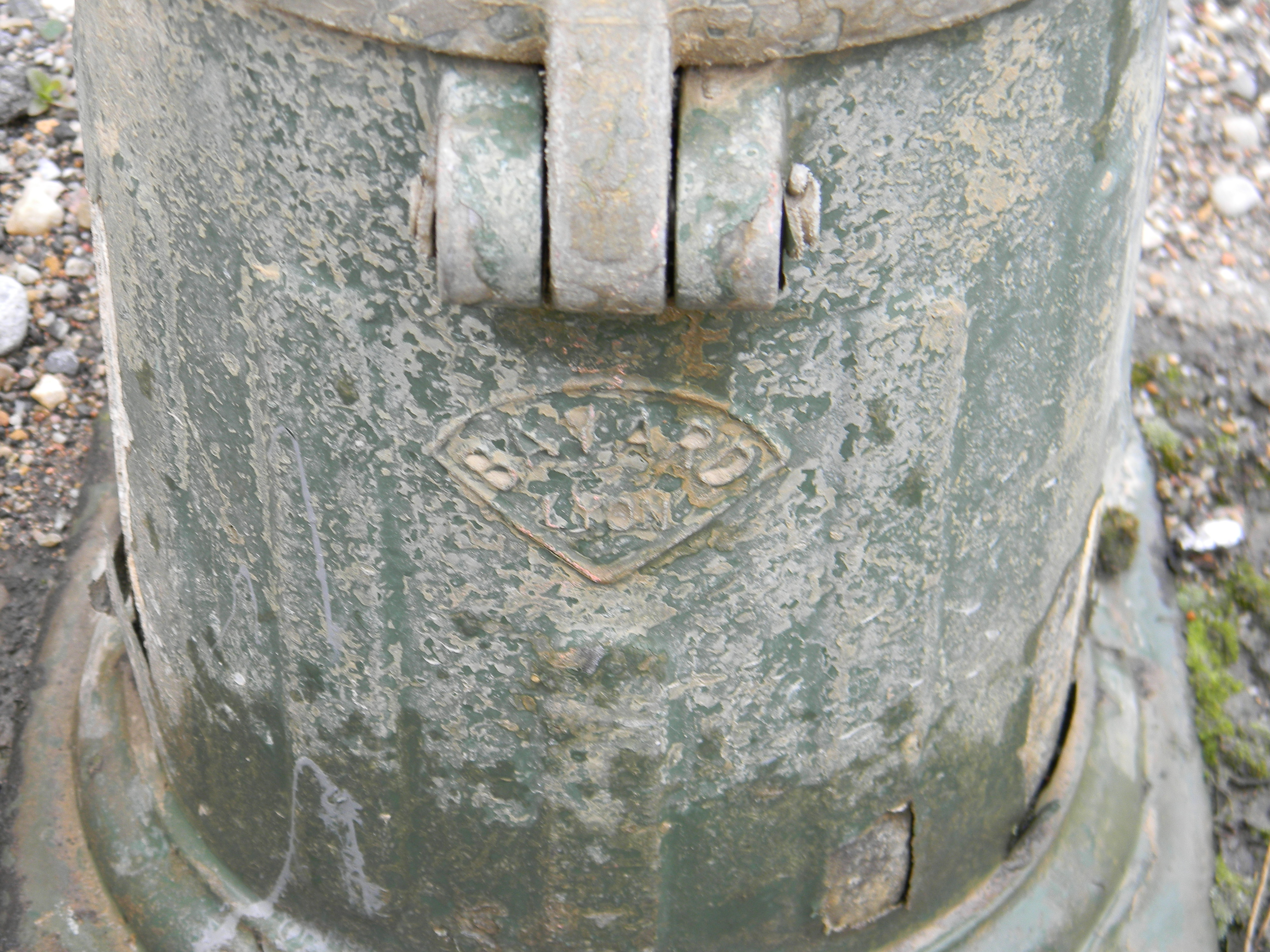
Écusson « Bayard Lyon ».
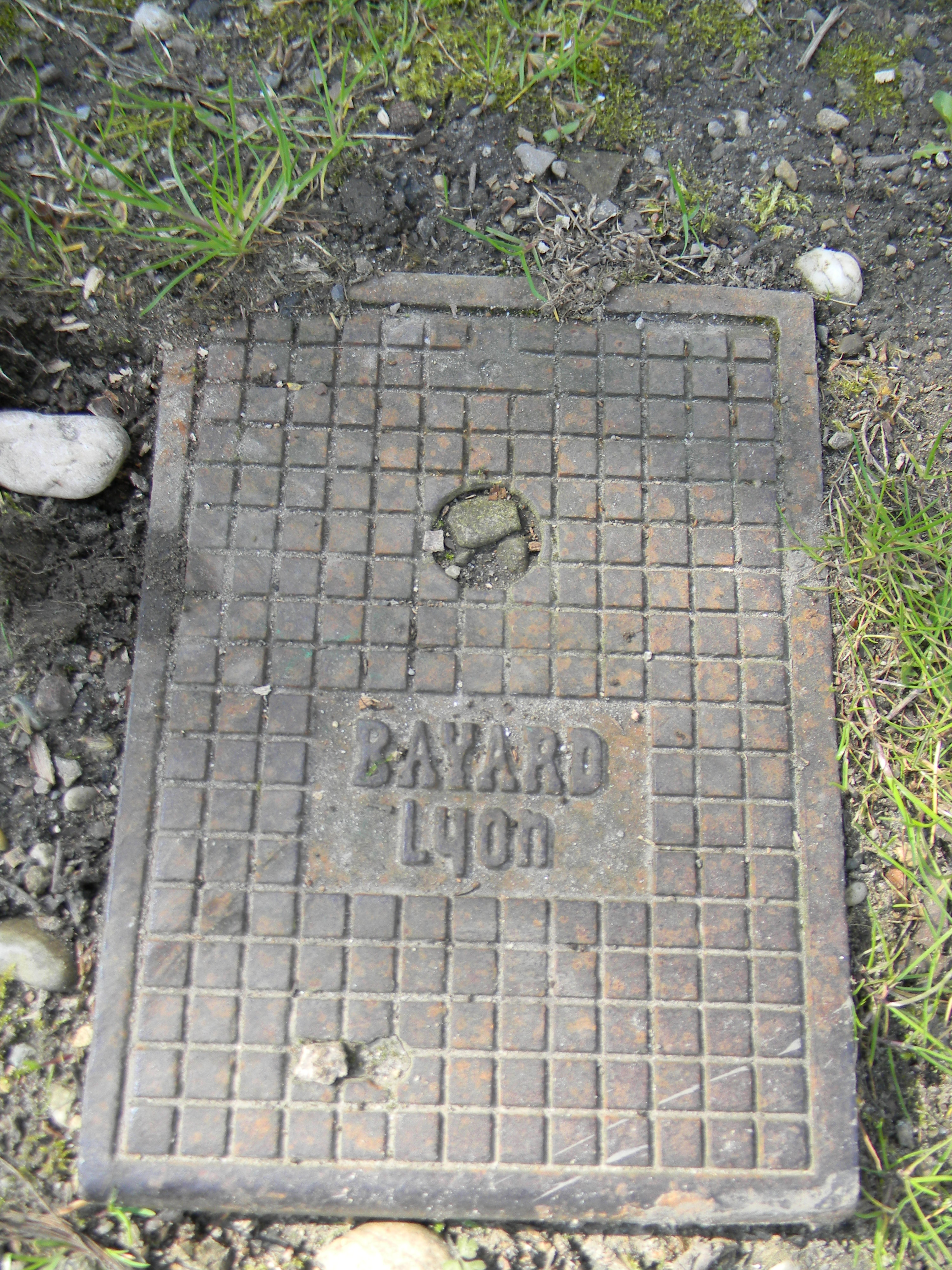
Plaque Bayard près du fort de Montessuy.